# مجموعة العملات المعدنية

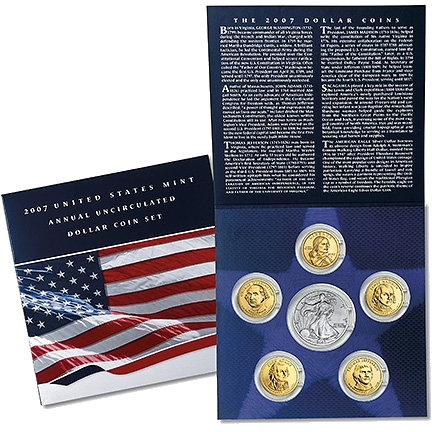
مجموعة من العملات المعدنية بقيمة دولار واحد لعام 2007 من دار سك العملة الأمريكية

مجموعة العملات المعدنية أو مجموعة دار السك هي مجموعة من العملات المعدنية غير المتداولة أو العملات المعدنية التجريبية التي تصدرها دار السك. وعادةً ما تصدر هذه المجموعات سنويًا وغالبًا ما يطلق عليها مجموعة سنوية. وهي تشمل مجموعات من جميع العملات المتداولة في ذلك العام بالإضافة إلى مجموعات من العملات التذكارية.

## مجموعات السك
تصدر دار سك العملة الملكية ودار سك العملة الملكية الأسترالية ودار سك العملة الملكية الكندية ودار سك العملة الأمريكية ودور سك أخرى مجموعات من العملات المعدنية غير المتداولة كل عام.
ففي بعض الأحيان تُسك العملات المعدنية لمجموعات دار السك السنوية باستخدام قوالب عملات معدنية خاصة. على سبيل المثال: يصدر بنك الدنمارك الوطني مجموعة من العملات المعدنية كل عام تحتوي على عملات معدنية "منقوشة بصفة أكثر وضوحًا من العملات المعدنية العادية المتداولة".
أُصدرت مجموعات العملات المبكرة في مجلدات من الورق أو الكرتون مما أدى في كثير من الأحيان إلى التلوين بسبب محتوى الكبريت في البطاقة.

## مجموعات لهواة جمع العملات المعدنية
تتيح شركة نيوماسماتيك غارنتيه لهواة جمع العملات المعدنية إنشاء مجموعات من العملات المعدنية المصنفة. ويقوم هواة جمع الصور بنشر الصور على موقعهم على الويب. كما يقوم العديد من هواة جمع العملات المعدنية بجمع العملات المعدنية التي تملأ مجموعة العملات المعدنية. حيث توجد في كل سلسلة أو مجموعة عملات معدنية تُعرف باسم عملات التاريخ الرئيسة. ويقدرها هواة الجمع لأنها ضرورية لاستكمال مجموعات العملات المعدنية.